# Neallogaster lunifera
Neallogaster lunifera is een echte libel uit de familie van de bronlibellen (Cordulegastridae).
De wetenschappelijke naam van de soort werd in 1878 als Cordulegaster lunifera gepubliceerd door Edmond de Selys Longchamps.